# Richard Brandon

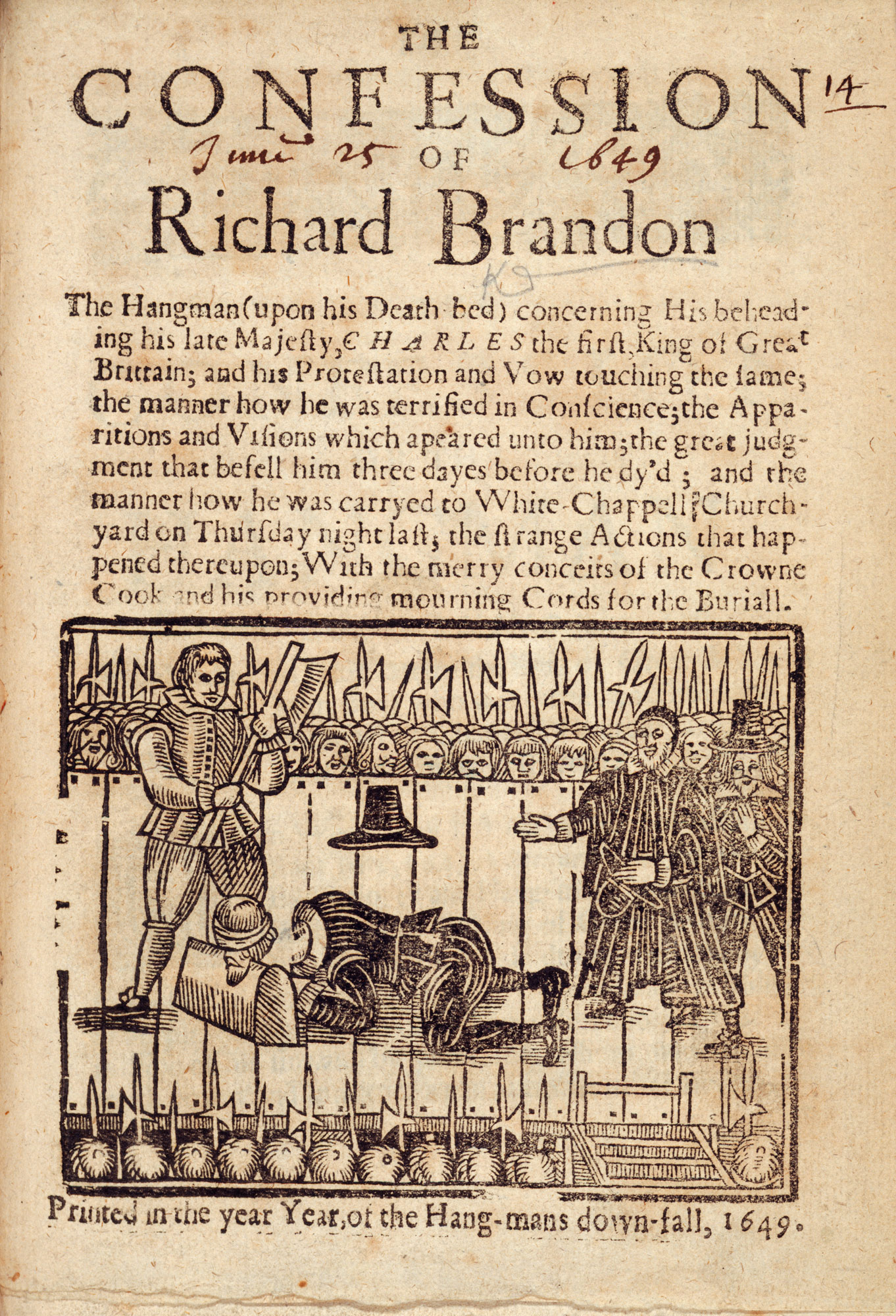
Tytułowa strona broszury, w której Brandon miał przyznać się na łożu śmierci do stracenia króla. "Wyznanie Richarda Brandona" jest fałszerstwem, kat do śmierci utrzymywał, że wyrok wykonał kto inny.

Richard Brandon (ur. ?, zm. 20 czerwca 1649) – angielski kat, który pełnił urząd głównego kata miasta Londyn (Chief London Hangman).
Zapisał się w historii, kiedy po skazaniu na śmierć króla Karola I przez specjalny sąd, zwołany przez zwycięskich w wojnie domowej republikanów, został wyznaczony do egzekucji króla. Karol został skazany na śmierć przez ścięcie toporem (choć Brandon wykonywał wyroki głównie przez powieszenie, o czym wyraźnie mówi jego angielski tytuł).
Brandon odmówił jednak wykonania wyroku - obawiał się bowiem, iż fanatyczni rojaliści zabiją go, jeżeli uśmierci "Bożego pomazańca". Być może zmienił potem zdanie. Kat, który w styczniu 1649 ściął Karola, był dobrze zamaskowany, co uniemożliwiało postronnym widzom jego identyfikację. Istnieją zatem dwie hipotezy: iż ostatecznie wyrok wykonał Brandon, albo nieznana osoba, najęta do tej pracy ad hoc. Faktem jest, co ujawniono po śmierci kata, iż otrzymał za to zapłatę 30 ówczesnych funtów.